# Пойнтинг (лунный кратер)
Кратер Пойнтинг (лат. Poynting), не путать с кратером Пойнтинг на Марсе, —  большой древний ударный кратер в северном полушарии обратной стороны Луны. Название присвоено в честь британского физика Джона Генри Пойнтинга (1852—1914) и утверждено Международным астрономическим союзом в 1970 г. Образование кратера относится к нектарскому периоду.

## Описание кратера
Ближайшими соседями кратера являются кратер Кекуле на западе; кратеры Бронк и Бобоне на севере; кратер Мак-Нелли на северо-востоке; кратер Ферсман на востоке и кратер Григг на юго-востоке. Селенографические координаты центра кратера 17°30′ с. ш. 133°23′ з. д. / 17,5° с. ш. 133,38° з. д., диаметр 127,6 км, глубина 2,9 км.
Кратер имеет полигональную форму и умеренно разрушен. Вал несколько сглажен, западная оконечность вала отмечена парой маленьких кратеров, в восточной части вала находятся два маленьких кратера, юго-восточная часть вала отмечена короткой цепочкой кратеров. Внутренний склон вала широкий, террасовидной структуры, в южной части отмечен группой кратеров. Высота вала над окружающей местностью достигает 1640 м, объем кратера составляет приблизительно 17500 км³. Дно чаши выровнено темной базальтовой лавой, несколько северо-восточнее центра чаши расположен массив центральных пиков.

## Сателлитные кратеры

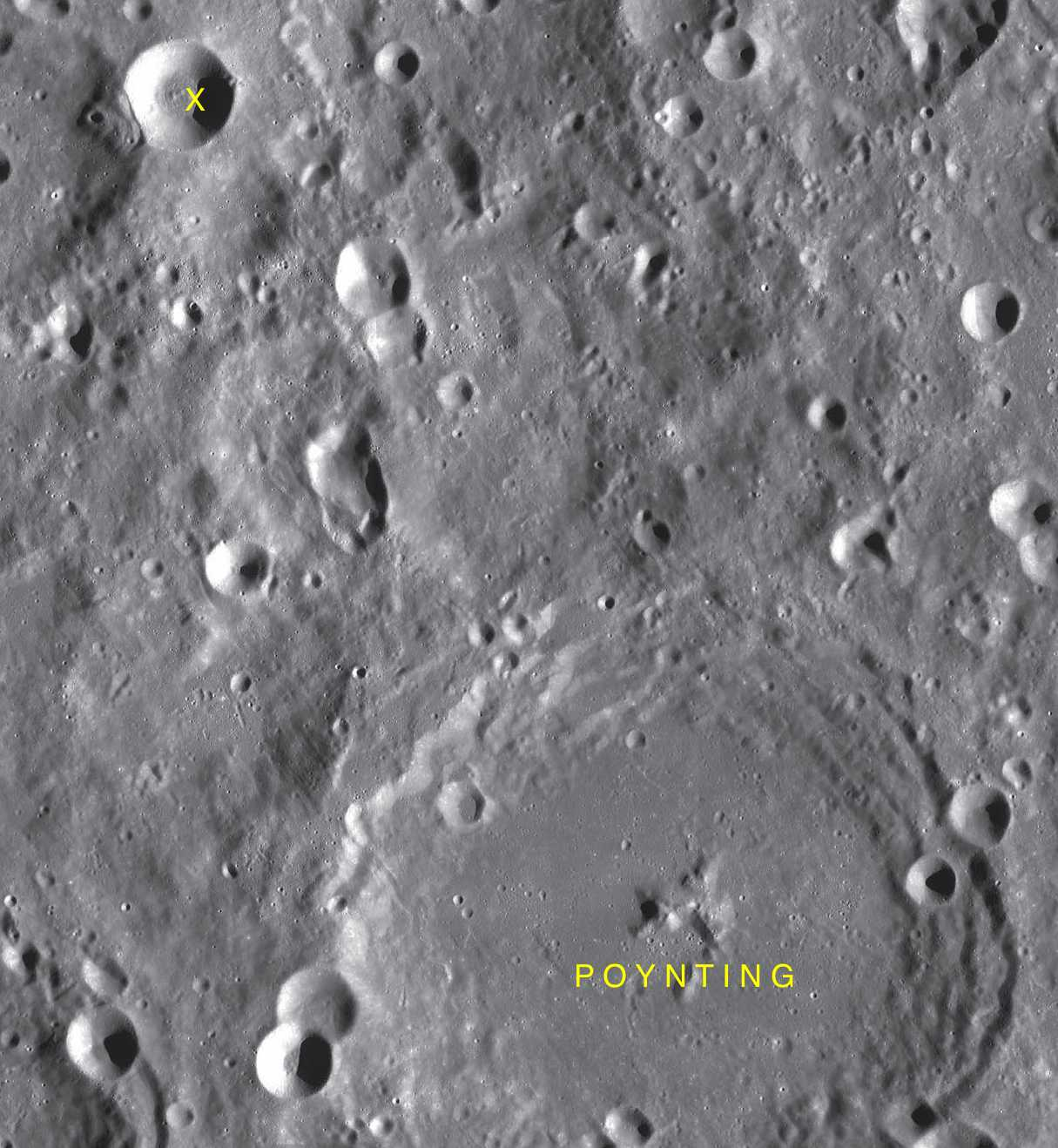
Фрагмент карты LAC-52.

| Пойнтинг | Координаты                                              | Диаметр, км |
| -------- | ------------------------------------------------------- | ----------- |
| X        | 23°09′ с. ш. 136°29′ з. д. / 23,15° с. ш. 136,49° з. д. | 21,7        |